# Philothermus occidentalis
Philothermus occidentalis är en skalbaggsart som beskrevs av Lawrence och Christian Friedrich Stephan 1975. Philothermus occidentalis ingår i släktet Philothermus och familjen gångbaggar. Inga underarter finns listade i Catalogue of Life.